# Don Lonie
Don Lonie (eigentlich Donald H. Lonie, * 8. November 1919; † 14. November 2001 in Knoxville (Tennessee)) war ein US-amerikanischer evangelikaler Vortragsredner.

## Leben
Lonie hatte 1947 einen Abschluss am evangelikalen Wheaton College erlangt und anschließend als presbyterianischer Prediger eine spezielle Form der Jugendbekehrung entwickelt: Er hielt seine Predigten, in denen er Jugendlichen konservativ-christliche Werte und Moralvorstellungen nahebringen wollte, als Comedian in Form von humoristischen Vorträgen.
Bevor in den verschiedenen Bundesstaaten der USA durch geänderte gesetzliche Grundlagen die religiöse Beeinflussung an staatlichen Schulen unterbunden wurde, war Lonie ein häufig an High Schools eingeladener Redner. Im Verlauf von 47 Jahren trat er mehrere Tausend Mal auf und sprach dabei vor schätzungsweise insgesamt einer Million Jugendlicher in den USA, aber auch in Großbritannien. Seine häufigen Auftritte vor Publikum machten Lonie zu einer weithin bekannten Figur des öffentlichen Lebens.
1962 erschienen Lonies humoristisch-missionierende Vorträge als LP-Sprechplatte unter dem Titel Don Lonie talks with Teenagers bei Word Records. 1964 folgte eine weitere LP bei Word, Don Lonie talks again. Beide Platten verkauften sich in großen Stückzahlen.
Für seine Leistungen bei der moralischen und religiösen Erziehung der Jugend Amerikas wurde Lonie die Ehrendoktorwürde der Bob Jones University verliehen.
Verheiratet war Lonie seit 1947 mit Betty Jane Lonie geb. Mistele (* 1926; † 2009), mit der er vier Kinder hatte.